# إيوان بيرش
إيوان بيرش (بالإنجليزية: Ion Birch)‏ هو رسام أمريكي، ولد في 1971.